# Klara västra kyrkogata

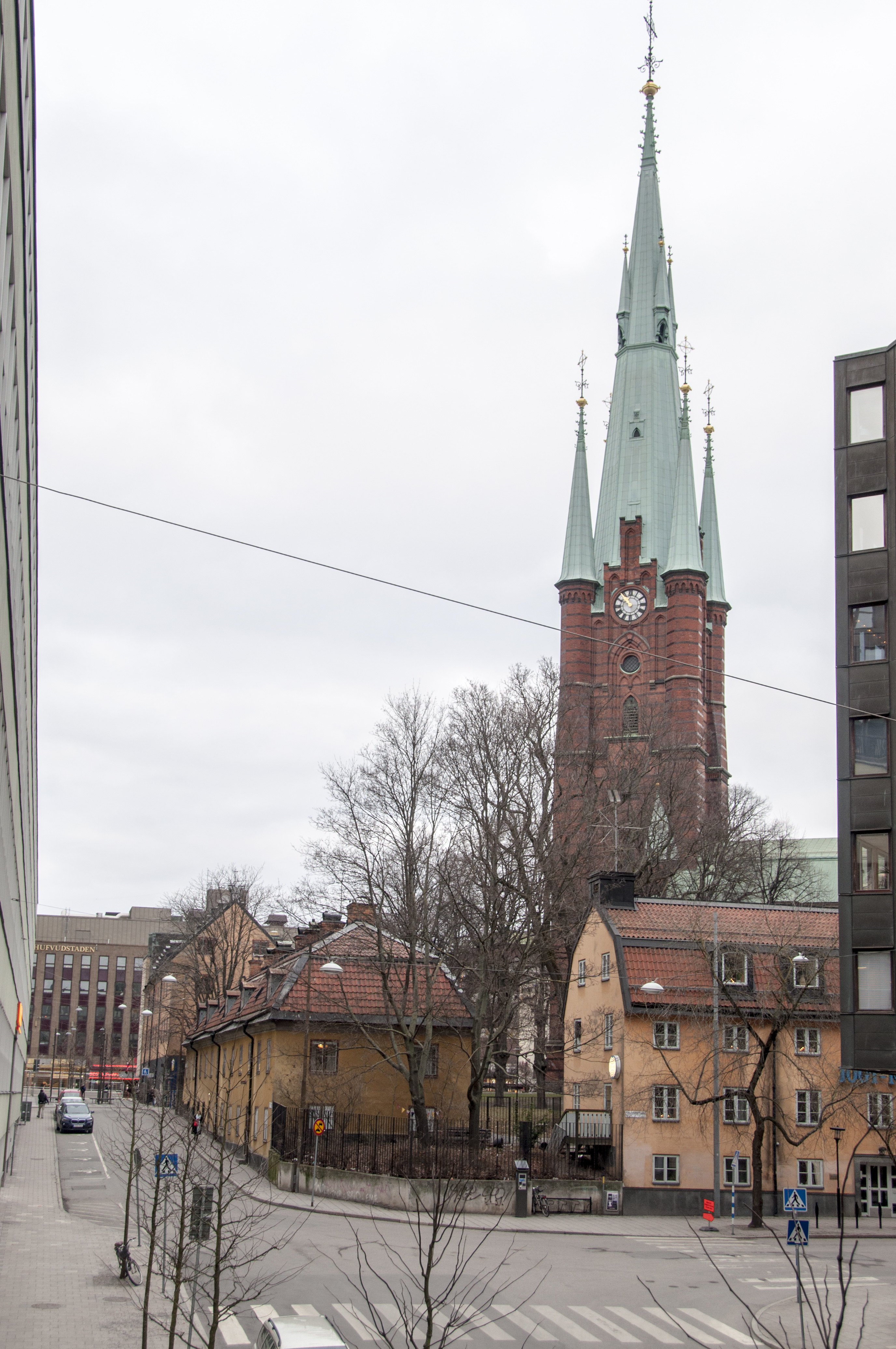
Klara västra kyrkogata norrut, mot Klarabergsgatan.

Klara västra kyrkogata är en gata på Norrmalm i Stockholm. Gatan sträcker sig mellan Klarabergsgatan och Vattugatan väster om Klara kyrka. Nuvarande namnet är dokumenterat sedan 1827.

## Historik
Namnet härrör från Klara kyrka som även namngav Klara norra kyrkogata, Klara östra kyrkogata och Klara södra kyrkogata. Klara västra kyrkogata kallades 1647 även Kyrkogårdsgränden och Kyrkogränden. År 1663 finns namnet S:ta Klara Gränd dokumenterat och 1617 kallades den S:ta Klara Västra Kyrkogata (Santae Klara wäster Kyrke gattun) som ligger dagens namn mycket nära. På Petrus Tillaeus mycket detaljerade karta över Stockholm från 1733 heter den St Clarae wästra Kyrkgata och gick från dåvarande Bergsgatan (nuvarande Klarabergsgatan) rakt söderut ända ner till Norrström. Namnformen "Klara Västra Kyrkogata" är belagd sedan 1827.
Klara västra kyrkogata var en av gatorna i Stockholms tidningskvarter och sträckte sig tidigare ända till Jakobsgatan. Fram till årsskiftet 1963/1964 hade Dagens Nyheter och Expressen sina redaktioner och sitt tryckeri i hörntomten mot Karduansmakargatan. Mitt emot denna på andra sidan gatan låg Tidningarnas Telegrambyrå i ett hus som var så lyhört att ingen fick gå på toaletten medan radionyheterna lästes upp och längre upp på nr. 17 låg tidningen Arbetaren. I samband med Norrmalmsregleringen förändrades denna del av gatan totalt och gatans sträckning kortades till Vattugatan. Då försvann även den anrika restaurangen W6 som låg vid Klara västra kyrkogata 3. Idag påminner Tysta Marigången i kvarteret Snäckan om gatans tidigare sträckning.

## Byggnader och verksamheter
Vid gatan finns några kända byggnader och verksamheter. Längs gatan västra sida dominerar baksidan av Esselte-huset, det stora kontorshuskomplexet i funkisstil, som uppfördes åren 1928–1934 efter arkitekt Ivar Tengboms ritningar. Mittemot Esselte-huset ligger ingången till Klara kyrkas kyrkogård och strax norr om den byggnaden för Klara gamla skola. I höjd med Klarabergsgatan och på västra sidan låg Hotel Continental som revs i början av år 2013 för att ersättas av en ny anläggning med hotell, kontor och bostäder.

## Bilder

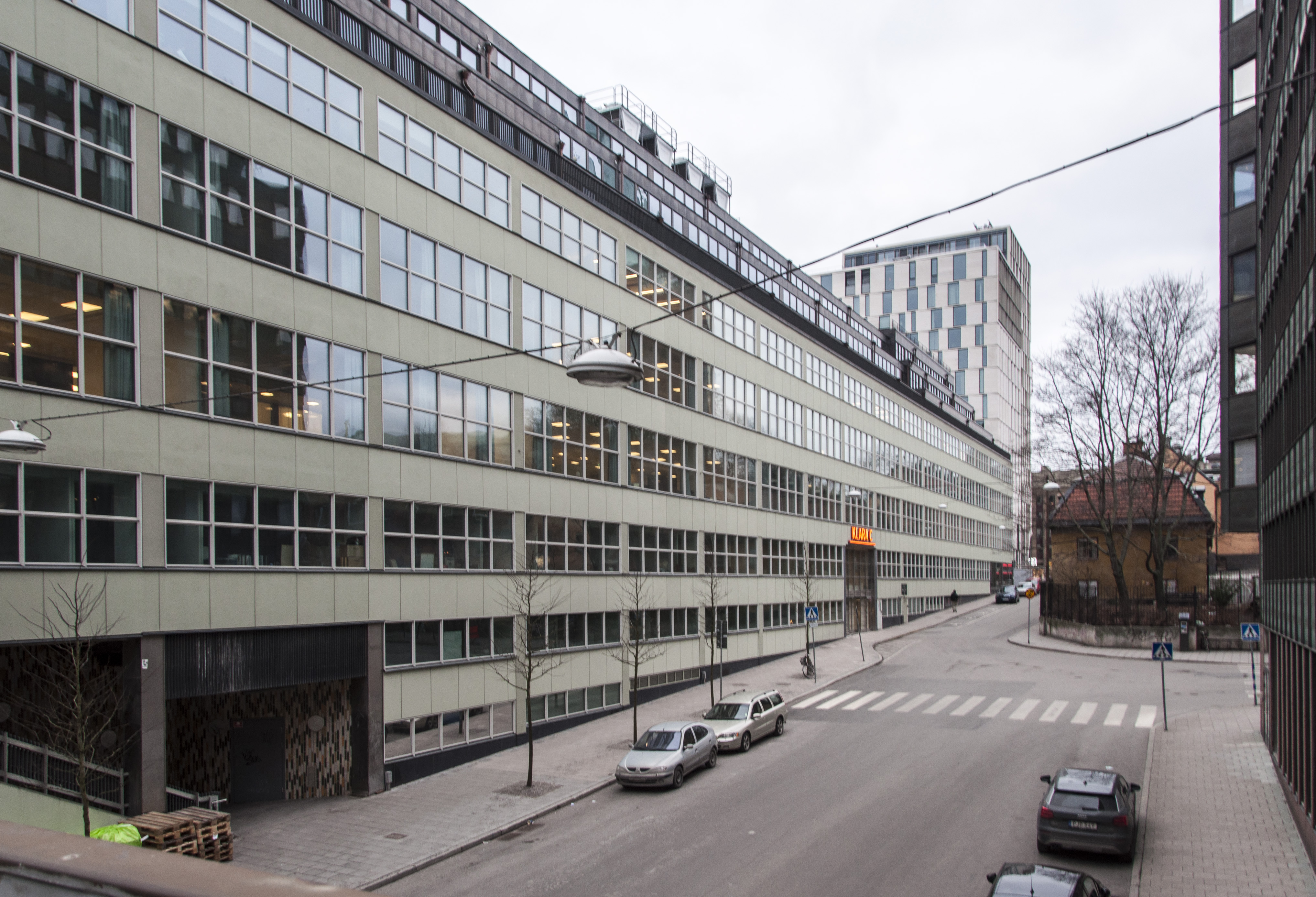
Klara västra kyrkogata norrut med Esselte-huset till vänster.
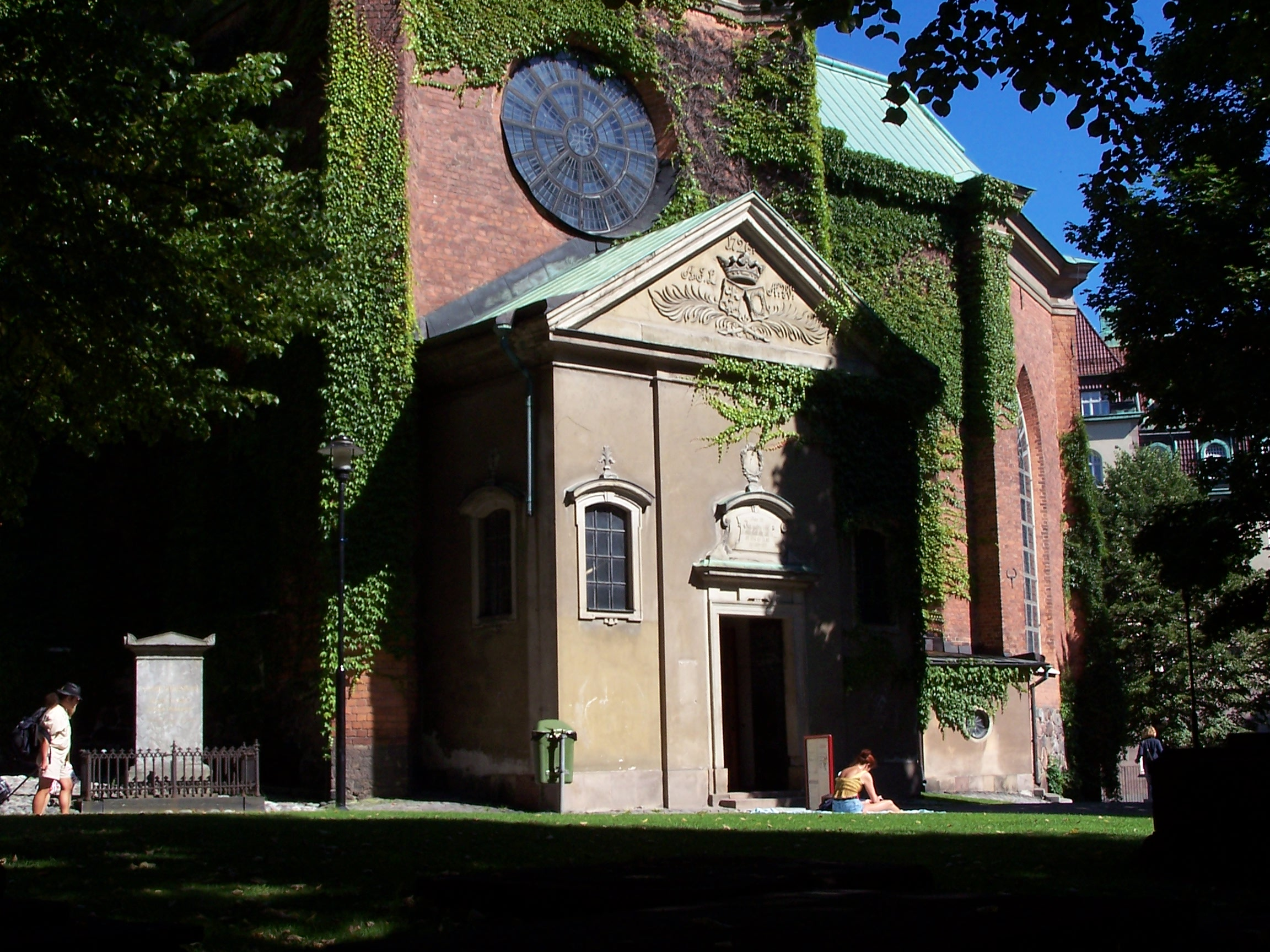
Klara kyrkas västra port.
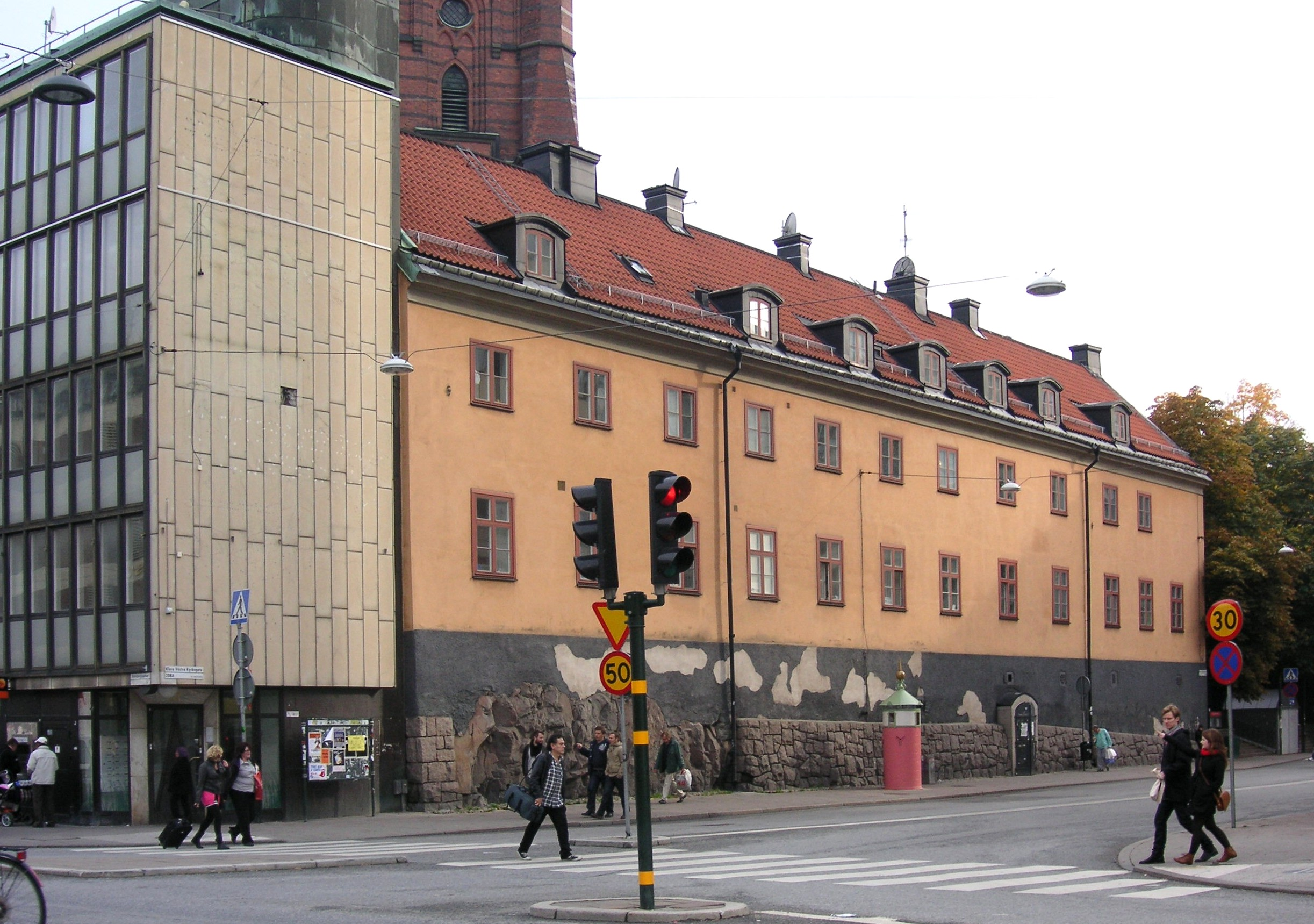
Före detta Klara skola.
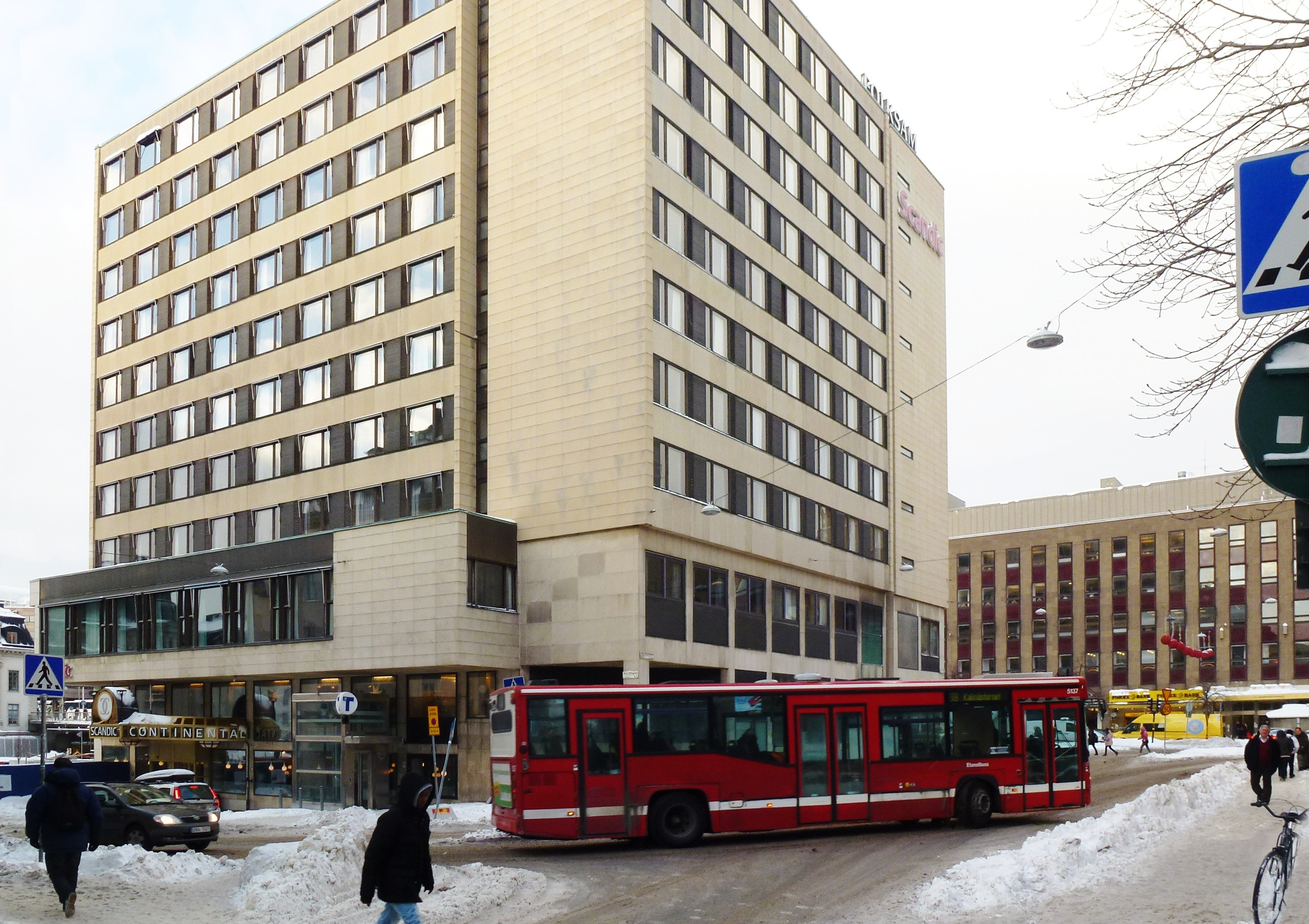
Hotel Continental 2012 (byggnad riven).
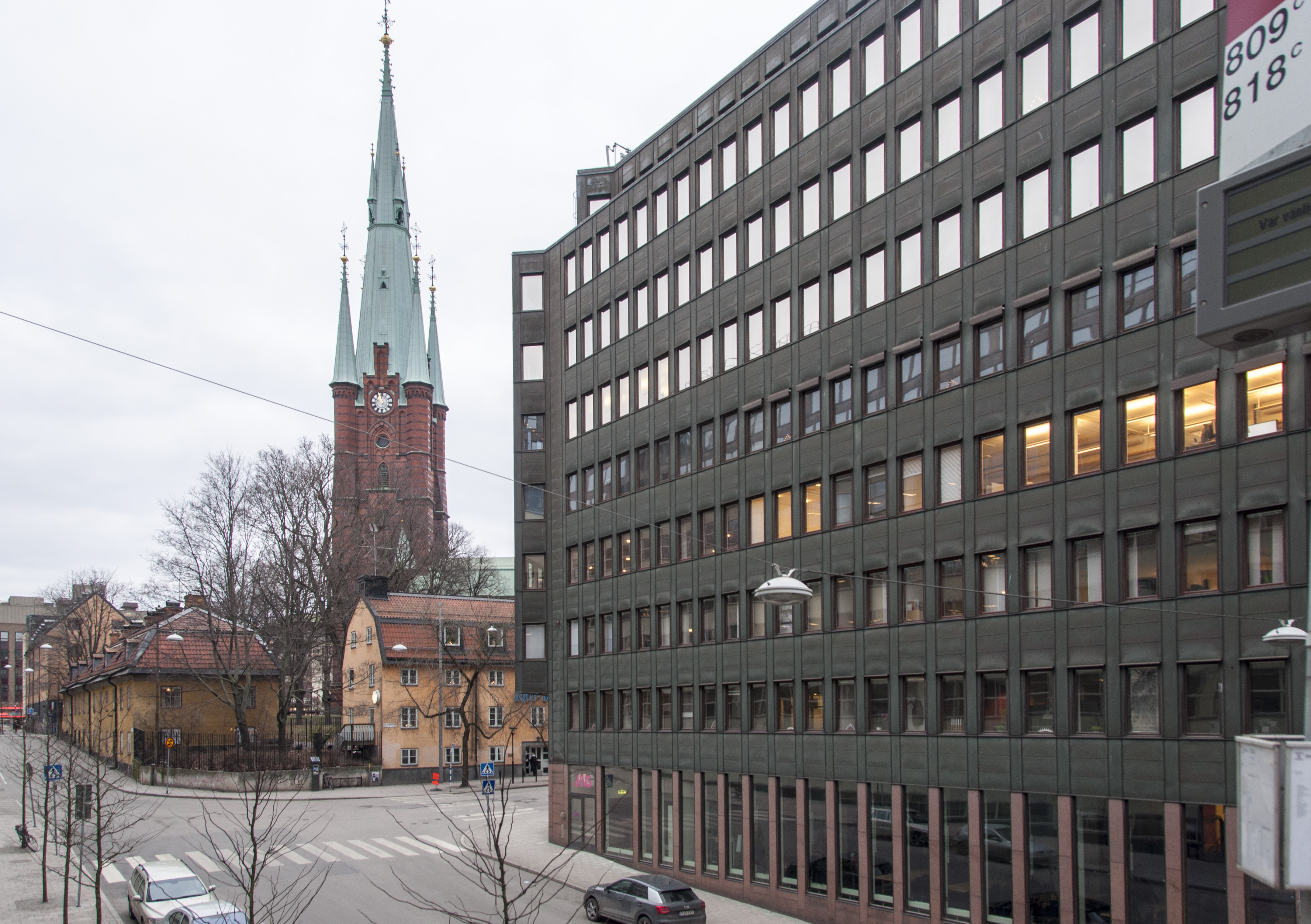
Klara västra kyrkogata norrut med fastigheten Duvan 6 till höger.